# Petre Cișmigiu

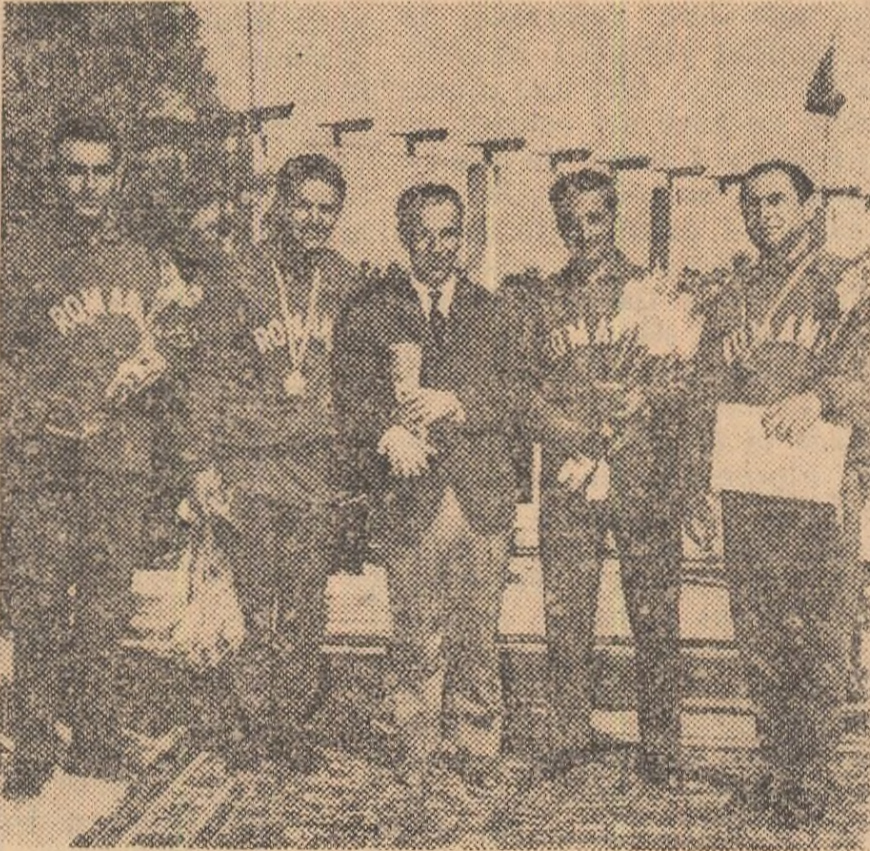
Campionatele Europene de Tir din 1965. Festivitate de premiere: echipa României la pistol viteză, campioană europeană. Marcel Roșca,, Petre Cișmigiu (antrenor), Mihai Dumitriu și Ion Tripșa

Petre Cișmigiu (n. 12 iunie 1915, Bolgrad, Basarabia, Imperiul Rus – d. 2006) a fost un trăgător de tir sportiv român. A concurat la proba de armă liberă calibru redus 50 m, culcat⁠(d) la Jocurile Olimpice de vară din 1952, clasându-se pe locul 20.

## Distincții
- Medalia Muncii (19 noiembrie 1952) pentru rezultatele obținute la Jocurile Olimpice de vară de la Helsinski[3]
- Ordinul Muncii clasa a III-a (18 decembrie 1956) „pentru merite deosebite in pregătire și pentru rezultatele obținute la cea de a XVI-a ediție a jocurilor olimpice care au avut loc la Melbourne”[4]